# Estado Popular Livre de Württemberg
O Estado Popular Livre de Württemberg (em alemão: Freier Volksstaat Württemberg) foi um estado em Württemberg, na Alemanha, durante a República de Weimar.

## História

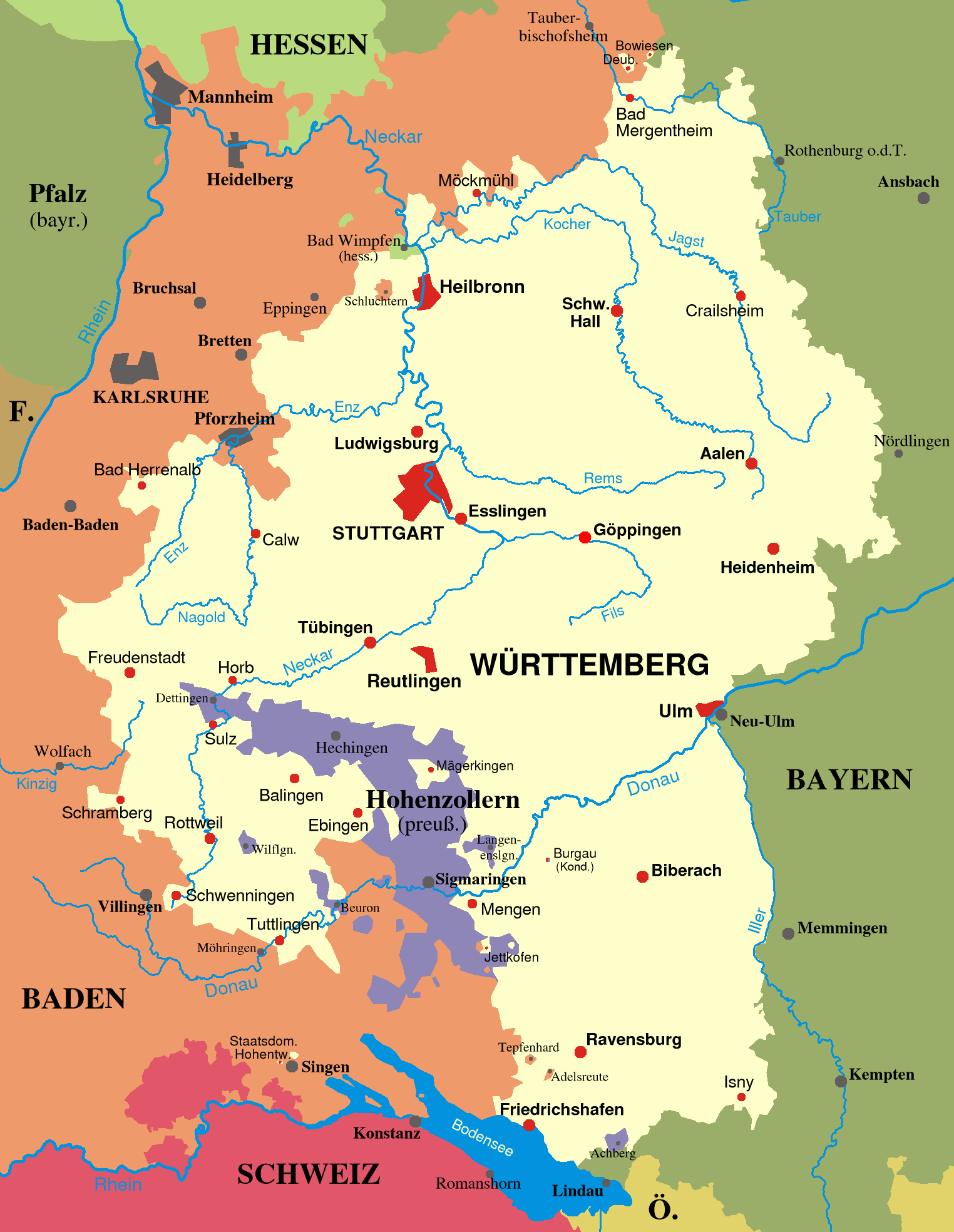
Mapa de Wüttemberg

Como a Alemanha passou por uma revolução violenta perto do fim da Primeira Guerra Mundial, o Reino de Württemberg foi transformado a partir de uma monarquia para uma república democrática, sem derramamento de sangue; suas fronteiras e a administração interna mantiveram-se inalteradas. O rei Guilherme II abdicou em 30 de novembro de 1918. Após a introdução da sua nova Constituição e a Constituição Weimar em 1919, Württemberg foi re-estabelecido como um Estado membro do Reich alemão.
Em comparação com a agitação política que assolou a Alemanha de Weimar, o desenvolvimento político em Württemberg foi impulsionado pela continuidade e estabilidade. Os três períodos legislativos do parlamento Württemberg 1920 - 1932 percorreu o comprimento prescrito completo de quatro anos, ao contrário, a nível federal. Os social-democratas perderam sua influência em Württemberg no início da história do estado, com coalizões conservadoras formar governo 1924 - 1933. Apesar das muitas crises financeiras que afetaram a Alemanha durante os anos 1920 e 1930, o desenvolvimento econômico de Württemberg procedeu melhor do que em muitos outros estados alemães e sua capital - Stuttgart - tornou-se um centro regional de finanças e cultura.
Com a apreensão nazista do poder federal, em 1933, e a seguinte eliminação de todas as organizações não-nazistas (Gleichschaltung), Württemberg e todos os outros estados alemães foram abolidas, de facto se não na lei. Ele foi incorporado brevemente na "gau" de Württemberg-Hohenzollern. Após a Segunda Guerra Mundial, Württemberg foi dividida entre os Estados Unidos da América e aliados seus franceses nas zonas de ocupação na Alemanha e tornou-se partes de dois novos estados: Württemberg-Baden (dirigida pelos americanos) e uma parte de Württemberg-Hohenzollern (dirigida pelos franceses). Esses dois estados foram fundidos com Baden em 1952, para formar o estado alemão moderno de Baden-Württemberg.